# Matematična statistika
Matematična statistika je uporaba teorije verjetnosti na področju statistike, v nasprotju z metodami zbiranja statističnih podatkov. Matematična statistika pri tem uporablja specifične tehnike s področij matematične analize, linearne algebre, analize naključnih procesov, diferencialnih enačb in teorije mere.
Matematična statistika je osnova statistike. Raziskovalci v statistiki s pomočjo matematike preučujejo in izboljšujejo statistične postopke, statistične raziskave pa pogosto postavljajo matematična vprašanja.
Matematiki in statistiki, kot so Gauss, Laplace in C. S. Peirce, so uporabljali teorijo odločanja z verjetnostnimi porazdelitvami in funkcijami izgub (ali funkcijami koristnosti). Teorijo statističnega sklepanja so okrepili Abraham Wald in njegovi nasledniki in v veliki meri uporablja sodobne računske metode, analizo in optimizacijo. Pri načrtovanju eksperimentov statistiki uporabljajo algebro in kombinatoriko.